# Ökumenischer Arbeitskreis evangelischer und katholischer Theologen
Der Ökumenische Arbeitskreis evangelischer und katholischer Theologen (ÖAK) ist eine Gruppierung von Theologen, die seit 1946 durch gemeinsame Erörterung dogmatischer Streitfragen den ökumenischen Prozess in Deutschland unterstützen möchte.
Der ÖAK arbeitet unabhängig von den Kirchen, unterrichtet aber regelmäßig die Deutsche Bischofskonferenz und den Rat der EKD über seine Beratungen.
Gelegentlich wird die Gruppe nach ihren Gründungsvätern „Jaeger-Stählin-Kreis“ genannt.

## Geschichte

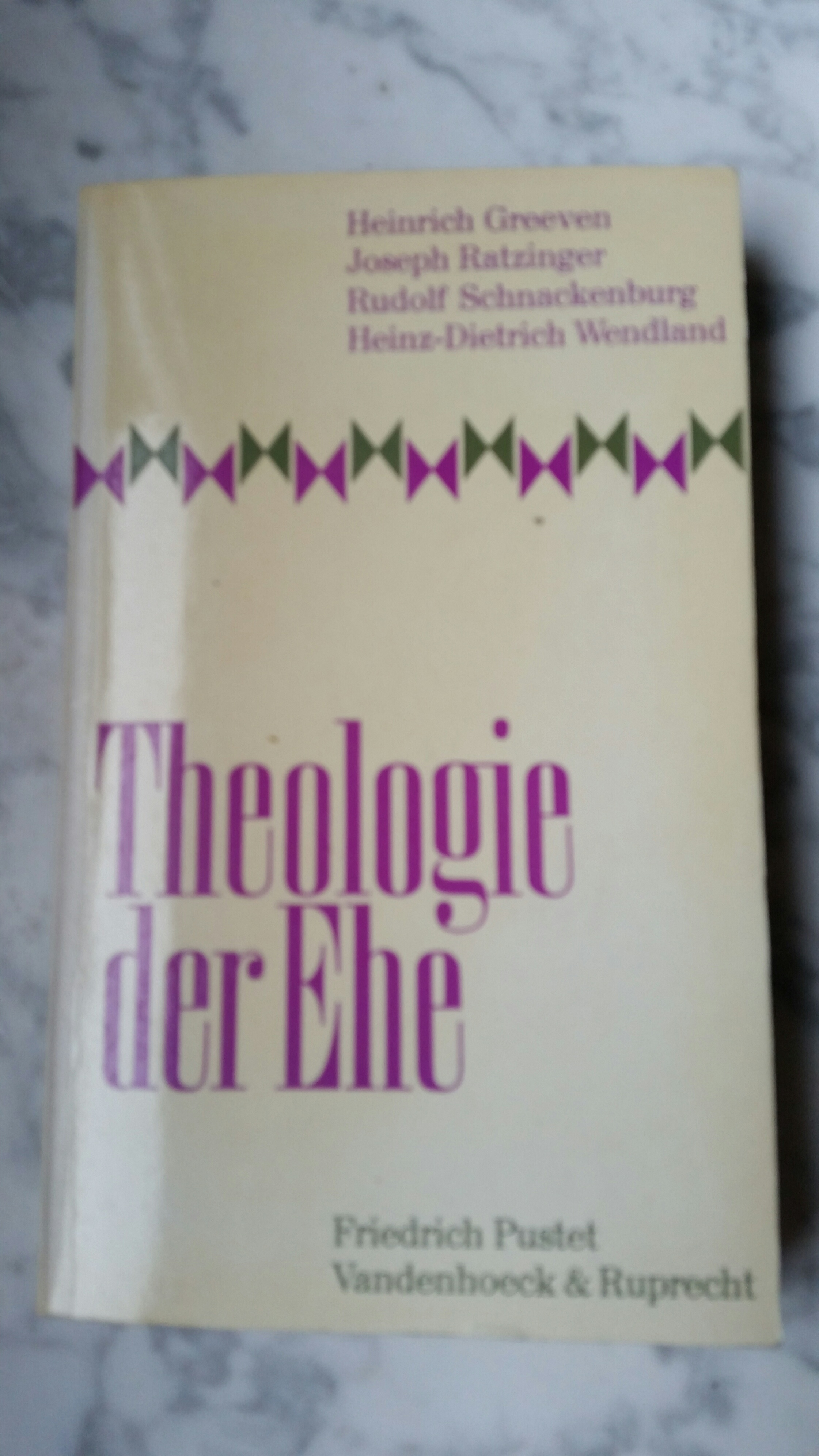
Theologie der Ehe war 1969 eine der ersten Veröffentlichungen des ÖAK.

Schon während des Zweiten Weltkrieges regte der Paderborner Erzbischof Lorenz Jaeger eine Arbeitsgemeinschaft zwischen katholischen und evangelischen Theologen an. Doch erst nach Kriegsende konnten die Pläne konkretisiert werden.
Im April 1946 gründeten sich im westfälischen Werl sowohl ein katholischer als auch ein evangelischer Arbeitskreis – einen einzigen Arbeitskreis konnten sich die Theologen damals noch nicht vorstellen. Die Leitung übernahm auf katholischer Seite Jaeger, auf evangelischer Seite der Bischof der Evangelisch-Lutherischen Kirche in Oldenburg, Wilhelm Stählin. Die Initiative für dieses Treffen ging von katholischer Seite aus. Die evangelischen Teilnehmer beschlossen, zunächst nur lutherische Theologen in ihren Kreis aufzunehmen, um im Dialog eine eindeutige Bekenntnisgrundlage zu haben.
Seit dem Jahr 1946 tagen diese Theologen regelmäßig „zur gemeinsamen Erörterung der theologischen Fragen, die zwischen den beiden Kirchen zu klären sind“. Der Kreis nannte sich nach einem Vorschlag von Edmund Schlink „Ökumenischer Arbeitskreis evangelischer und katholischer Theologen“. Es wurde über Jahre bewusst darauf verzichtet, diesem Kreis irgendeine Art von Öffentlichkeit zu geben. Erstmals öffentlich hervorgetreten ist der Kreis 1963 mit dem Sammelband Pro Veritate (Aschendorffsche Verlagsanstalt Münster und Johannes Stauda-Verlag Kassel), in dem 14 seiner Vorträge veröffentlicht und alle Tagungen seit 1946 mit ihren Themen dargestellt waren. Die Vorträge der Tagung im März 1968 in Heilsbronn bei Ansbach über die Theologie der Ehe wurden 1969 veröffentlicht. Dem Arbeitskreis gehörten damals 32 Mitglieder an, Verhinderungen wurden protokolliert.
Nach dem Besuch von Papst Johannes Paul II. 1980 in Deutschland legten die Vertreter der evangelischen Kirche dem Papst konkrete Anliegen der Ökumene vor. Um diese zu klären, gründeten die EKD und die DBK eine Gemeinsame Ökumenische Kommission (GÖK). Als ersten Schritt wollte man sich über die im 16. Jahrhundert im Laufe der Reformation entstandenen gegenseitigen Verdammungen verständigen. Hierfür wurde der ÖAK mit der wissenschaftlichen Untersuchung beauftragt. Das Ergebnis dieser Bemühungen war die viel beachtete Studie Lehrverurteilungen – kirchentrennend?. Hier wurden wichtige Verständigungen in den Bereichen Rechtfertigung, Sakramente und Amt erreicht. In der sich anschließenden Studie, Verbindliches Zeugnis, untersuchte der ÖAK das Schriftverständnis der Konfessionen, wobei insbesondere das protestantische sola scriptura im Mittelpunkt stand. Von 2002 und 2008 wurde das Thema der kirchlichen Ämter behandelt.
Seit der Arbeit über die Lehrverurteilungen sind auf evangelischer Seite auch reformierte Theologen Mitglieder des ÖAK.

## Anliegen und Arbeitsweise
Anliegen und die Arbeitsweise des ÖAK formulierte Lorenz Jaeger am Ende seiner Amtszeit folgendermaßen:

„Die Kirchenspaltung ist einst durch Theologen gekommen, sie muß auch wieder durch theologische Arbeit überwunden werden. Wir hatten damals gar nichts anderes vor, als Schutt wegzuräumen, theologische Begriffe, die als Gebrauchsmünzen im Umlauf waren, auf ihre Inhalte zu untersuchen, damit wir uns gegenseitig wieder bei unserem Gespräch verstehen konnten. Wir haben uns redlich bemüht, in der damaligen Situation kontroverstheologischer Bemühung uns auf einander zuzuarbeiten und so wieder eine Basis für das Gespräch zu schaffen.“

Der ÖAK arbeitet unabhängig von, aber mit finanzieller Unterstützung der großen Kirchen. Zu Beginn traf sich der Kreis zweimal im Jahr, seit 1955 jedoch nur noch einmal im Jahr. Die Treffen dauern in der Regel vier Tage. Die Ergebnisse der Beratungen wurden erst seit Anfang der 60er Jahre publiziert, als Edmund Schlink kurz vor dem Zweiten Vatikanischen Konzil eine Bilanz der getanen Arbeit veröffentlichte.
Der ÖAK veröffentlichte erstmals 1963 und 1969 Auszüge aus seinen Arbeiten. Weitere Dokumente sowie „gemeinsame Stellungnahmen“ erscheinen seit 1982 in der Schriftenreihe Dialog der Kirchen, die von den Verlagen Herder (Freiburg i. Br.) und Vandenhoeck & Ruprecht (Göttingen) gemeinsam herausgegeben wird.
Am 11. September 2019 wurde im Rahmen einer Pressekonferenz in Frankfurt am Main das jüngste Dokument „Gemeinsam am Tisch des Herrn. Ein Votum des Ökumenischen Arbeitskreises evangelischer und katholischer Theologen“ vorgestellt. Die Veröffentlichung erfolgte 2020.

## Bisherige Leiter
|                           | katholische Seite                | evangelische Seite               |
| Vorstand                  |                                  |                                  |
|                           | 1946–1975 Lorenz Kardinal Jaeger | 1946–1970 Wilhelm Stählin        |
|                           | 1976–1988 Hermann Kardinal Volk  | 1970–1986 Hermann Kunst          |
|                           | 1988–2018 Karl Kardinal Lehmann  | 1986–1998 Eduard Lohse           |
|                           | 2019–2021 Georg Bätzing          | 1998–2008 Hartmut Löwe           |
|                           | 2022–2008 Franz-Josef Overbeck   | 2008–2020 Martin Hein            |
|                           |                                  | 2020–2008 Christian Schad        |
| Wissenschaftliche Leitung |                                  |                                  |
|                           | 1946–1957 Paul Simon             | 1946–1979 Edmund Schlink         |
|                           | 1947–1957 Josef Höfer            |                                  |
|                           | 1958–1975 Hermann Volk           |                                  |
|                           | 1976–1988 Karl Lehmann           | 1980–1998 Wolfhart Pannenberg    |
|                           | 1988–2005 Theodor Schneider      | 1998–2008 Gunther Wenz           |
|                           | 2005–2005 Dorothea Sattler       | 2008–2021 Volker Leppin          |
|                           |                                  | 2021–0000 Christine Axt-Piscalar |

## Mitglieder
In den Anfangsjahren bestand der Kreis aus je 12 Theologen der beiden Konfessionen. Auf römisch-katholischer Seite gehörten unter anderem Gottlieb Söhngen, Otto Kuss, Michael Schmaus, Klaus Mörsdorf, Robert Grosche, Heimo Dolch, Joseph Lortz, Josef Pieper, Karl Rahner, Heinrich Fries, Viktor Warnach und Remigius Bäumer dazu. Langjährige evangelische Mitglieder in diesem Zeitraum waren unter anderem Hans Asmussen, Heinrich Schlier (bis zu seiner Konversion), Hans-Heinrich Wolf, Hermann Dietzfelbinger, Peter Brunner, Wilhelm Maurer, Hans von Campenhausen, Otto Heinrich von der Gablentz, Günther Bornkamm, Heinz-Dietrich Wendland, Heinrich Greeven und Wilfried Joest. In den 1960er Jahren traten auf evangelischer Seite unter anderem Claus Westermann, Ulrich Wilckens, Bernhard Lohse und Hans-Heinrich Harms, auf katholischer Karl Hermann Schelkle, Rudolf Schnackenburg, Peter Bläser und Joseph Ratzinger (von 1964 bis zu seiner Ernennung zum Präfekten der Glaubenskongregation 1981 ordentliches, danach bis zu seiner Wahl zum Papst 2005 korrespondierendes Mitglied) hinzu; in den 1970er Jahren Horst Bürkle, Reinhard Slenczka, Wolf-Dieter Hauschild (evangelisch) sowie Erwin Iserloh, Franz Böckle und Alfons Deissler (römisch-katholisch).
Im 21. Jahrhundert waren bzw. sind unter den Mitgliedern Christine Axt-Piscalar, Jörg Frey, Christian Grethlein, Ulrich H. J. Körtner, Ulrich Kühn, Michael Beintker, Volker Leppin, Walter Dietz, Katharina Greschat, Hans-Peter Großhans, Thies Gundlach, Corinna Körting, Karl-Wilhelm Niebuhr, Christian Schad, Helmut Schwier, Gerard den Hertog, Jennifer Wasmuth, Birgit Weyel, Christoph Markschies und Friederike Nüssel (evangelisch) sowie Eva-Maria Faber, Lothar Lies, Thomas Söding, Vinzenz Pfnür, Lothar Ullrich, Michael Theobald, Eberhard Tiefensee, Franz Xaver Bischof, Christoph Böttigheimer, Benjamin Dahlke, Albert Gerhards, Johanna Rahner, Dorothea Sattler, Wolfgang Thönissen, Klaus Unterburger, Myriam Wijlens, Peter Walter und Johannes Schnocks (römisch-katholisch).

## Veröffentlichungen des ÖAK (Auswahl)
- Pro Veritate, Sammelband mit Vorträgen und chronologischem Verzeichnis der Tagungen seit 1946 und ihren Themen, Aschendorffsche Verlagsanstalt Münster / Johannes Stauda-Verlag Kassel, 1963
- Theologie der Ehe. Zur 29sten Tagung mit Beiträge von Heinrich Greeven, Joseph Ratzinger, Rudolf Schnackenburg, Heinz-Dietrich Wendland; Liste der Mitglieder des Arbeitskreises, Dokumente der Kirchen zu Ehe und Trauung, Verlage Friedrich Pustet Regensburg und Vandenhoeck & Ruprecht Göttingen, 1969.
- Karl Lehmann, Wolfhart Pannenberg (Hrsg.): Glaubensbekenntnis und Kirchengemeinschaft. Das Modell des Konzils von Konstantinopel (381) (= Dialog der Kirchen 1). Freiburg i. Br.: Herder / Göttingen: Vandenhoeck & Ruprecht 1982. ISBN 3-451-19554-2 / ISBN 3-525-56921-1
- Karl Lehmann, Wolfhart Pannenberg (Hrsg.): Lehrverurteilungen – kirchentrennend? Band 1: Rechtfertigung, Sakramente und Amt im Zeitalter der Reformation und heute (= Dialog der Kirchen 4). Freiburg i. Br.: Herder / Göttingen: Vandenhoeck & Ruprecht 1986. ISBN 3-451-20849-0 / ISBN 3-525-56925-4
- Karl Lehmann, Wolfhart Pannenberg (Hrsg.): Lehrverurteilungen – kirchentrennend? Band 2: Materialien zu den Lehrverurteilungen und zur Theologie der Rechtfertigung (= Dialog der Kirchen 5). Freiburg i. Br.: Herder / Göttingen: Vandenhoeck & Ruprecht 1989. ISBN 3-451-20850-4 / ISBN 3-525-56926-2
- Karl Lehmann, Wolfhart Pannenberg (Hrsg.): Lehrverurteilungen – kirchentrennend? Band 3: Materialien zur Lehre von den Sakramenten und vom kirchlichen Amt (= Dialog der Kirchen 6). Freiburg i. Br.: Herder / Göttingen: Vandenhoeck & Ruprecht 1990. ISBN 3-451-20851-2 / ISBN 3-525-56927-0
- Karl Lehmann, Wolfhart Pannenberg (Hrsg.): Lehrverurteilungen – kirchentrennend? Band 4: Antworten auf kirchliche Stellungnahmen (= Dialog der Kirchen 8). Freiburg i. Br.: Herder / Göttingen: Vandenhoeck & Ruprecht 1994. ISBN 3-451-23559-5 / ISBN 3-525-56929-7
- Wolfhart Pannenberg, Theodor Schneider (Hrsg.): Verbindliches Zeugnis. Band 1: Kanon, Schrift, Tradition (= Dialog der Kirchen 7). Freiburg i. Br.: Herder / Göttingen: Vandenhoeck & Ruprecht 1992. ISBN 3-451-22868-8 / ISBN 3-525-56928-9
- Wolfhart Pannenberg, Theodor Schneider (Hrsg.): Verbindliches Zeugnis. Band 2: Schriftauslegung, Lehramt, Rezeption (= Dialog der Kirchen 9). Freiburg i. Br.: Herder / Göttingen: Vandenhoeck & Ruprecht 1995. ISBN 3-451-23625-7 / ISBN 3-525-56930-0
- Wolfhart Pannenberg, Theodor Schneider (Hrsg.): Verbindliches Zeugnis. Band 3: Schriftverständnis und Schriftgebrauch (= Dialog der Kirchen 10). Freiburg i. Br.: Herder / Göttingen: Vandenhoeck & Ruprecht 1998. ISBN 3-451-26673-3 / ISBN 3-525-56931-9
- Theodor Schneider, Gunther Wenz (Hrsg.): Das kirchliche Amt in apostolischer Nachfolge. Band 1: Grundlagen und Grundfragen (= Dialog der Kirchen 12). Freiburg i. Br.: Herder / Göttingen: Vandenhoeck & Ruprecht 2004. ISBN 3-451-28320-4 / ISBN 3-525-56933-5
- Dorothea Sattler, Gunther Wenz (Hrsg.): Das kirchliche Amt in apostolischer Nachfolge. Band 2: Ursprünge und Wandlungen (= Dialog der Kirchen 13). Freiburg i. Br.: Herder / Göttingen: Vandenhoeck & Ruprecht 2006. ISBN 3-451-28618-1 / ISBN 3-525-56934-3
- Dorothea Sattler, Gunther Wenz (Hrsg.): Das kirchliche Amt in apostolischer Nachfolge. Band 3: Verständigungen und Differenzen (= Dialog der Kirchen 14). Herder/ Vandenhoeck & Ruprecht, Freiburg i. Br./ Göttingen 2008. ISBN 978-3-451-29943-8 / ISBN 978-3-525-56936-8
- Dorothea Sattler, Volker Leppin (Hrsg.): Heil für alle? Ökumenische Reflexionen. (= Dialog der Kirchen 15), Herder/Vandenhoeck & Ruprecht, Freiburg i. Br. 2012. ISBN 978-3-451-34547-0
- Volker Leppin, Dorothea Sattler (Hrsg.): Reformation 1517–2017. Ökumenische Perspektiven. Herder, Freiburg i. Br. 2015, ISBN 978-3-451-34745-0
- Volker Leppin, Dorothea Sattler (Hrsg.): Gemeinsam am Tisch des Herrn / Together at the Lord’s table. Ein Votum des Ökumenischen Arbeitskreises evangelischer und katholischer Theologen / A statement of the Ecumenical Study Group of Protestant and Catholic Theologians. (= Dialog der Kirchen Band 17) Herder / Vandenhoeck & Ruprecht, Freiburg / Göttingen 2020, ISBN 978-3-451-38647-3 (144 S.) online
- Volker Leppin, Dorothea Sattler (Hrsg.): Gemeinsam am Tisch des Herrn. Ein Votum des ökumenischen Arbeitskreises evangelischer und katholischer Theologen. II. Anliegen und Rezeption (= Dialog der Kirchen Band 18), Herder/Vandenhoeck & Ruprecht, Freiburg/Göttingen 2021, ISBN 978-3-525-55289-6